# Sprengenöd
Sprengenöd ist ein Ortsteil der oberbayerischen Gemeinde Eurasburg im Landkreis Bad Tölz-Wolfratshausen. Die Einöde liegt circa einen Kilometer südwestlich von Eurasburg.

## Baudenkmäler
Siehe auch: Liste der Baudenkmäler in Sprengenöd
- Hofkapelle aus dem 19. Jahrhundert